# Gobierno Barkos
El Gobierno Barkos fue la composición del gobierno de la Comunidad Foral de Navarra entre el 23 de julio de 2015 y el 7 de agosto de 2019, durante la IX legislatura del Parlamento de Navarra. Estaba presidido por Uxue Barkos.

## Historia
Después de que Geroa Bai quedase como segunda fuerza en el Parlamento de Navarra tras las elecciones del 24 de mayo de 2015, Uxue Barkos fue investida como Presidente del Gobierno de Navarra sucediendo a Yolanda Barcina y gracias a los votos de Geroa Bai, EH Bildu y Izquierda-Ezkerra en el Parlamento. La composición del Gobierno Barkos comenzó el 23 de julio de 2015. 
El gobierno estaba formado por 9 consejerías en total y 2 vicepresidencias, donde 2 carteras correspondían a EH Bildu, una cartera correspondía a Izquierda-Ezkerra y el resto a Geroa Bai.

## Composición
| Gobierno de Uxue Barkos                                 |                                                                         |                                                                         |           |
| Partido Político                                        |                                                                         | Geroa Bai                                                               | Geroa Bai |
| Partido Político                                        | Euskal Herria Bildu                                                     |                                                                         |           |
| Partido Político                                        | Izquierda-Ezkerra                                                       |                                                                         |           |
| Presidencia del Gobierno                                |                                                                         |                                                                         |           |
| Presidenta                                              |                                                                         | Miren Uxue Barcos Berruezo 22 de julio de 2015-7 de agosto de 2019      |           |
| Vicepresidencias del Gobierno                           |                                                                         |                                                                         |           |
| Vicepresidente para el Desarrollo Económico             |                                                                         | Manuel Ayerdi Olaizola 23 de julio de 2015-7 de agosto de 2019          |           |
| Vicepresidente para los Derechos Sociales               |                                                                         | Miguel Laparra Navarro 23 de julio de 2015-7 de agosto de 2019          |           |
| Consejerías                                             |                                                                         |                                                                         |           |
| Hacienda y Política Financiera                          |                                                                         | Mikel Aranburu Urtasun 23 de julio de 2015-7 de agosto de 2019          |           |
| Presidencia, Función Pública, Interior y Justicia       |                                                                         | María José Beaumont Aristu 23 de julio de 2015-7 de agosto de 2019      |           |
| Relaciones Ciudadanas e Institucionales                 |                                                                         | Ana Ollo Hualde 23 de julio de 2015-7 de agosto de 2019                 |           |
| Educación                                               |                                                                         | José Luis Mendoza Peña 23 de julio de 2015-12 de abril de 2014          |           |
| Educación                                               | María Roncesvalles Solana Arana 12 de abril de 2014-7 de agosto de 2019 |                                                                         |           |
| Salud                                                   |                                                                         | Fernando Domínguez Cunchillos 23 de julio de 2015-7 de agosto de 2019   |           |
| Culutra, Deporte y Juventud                             |                                                                         | Ana Herrera Isasi 23 de julio de 2015-7 de agosto de 2019               |           |
| Desarrollo Rural, Medio Ambiente y Administración Local |                                                                         | Isabel Elizalde Arretxea 23 de julio de 2015-7 de agosto de 2019        |           |
| Portavoz del Gobierno                                   |                                                                         |                                                                         |           |
| Portavoz del Gobierno                                   |                                                                         | María Roncesvalles Solana Arana 23 de julio de 2015-7 de agosto de 2019 |           |